# Libitia cordata
Libitia cordata is een hooiwagen uit de familie Cosmetidae.